# Брюэ-ла-Бюисьер (кантон)
Брюэ́-ла-Бюисье́р (фр. Bruay-la-Buissière) — кантон во Франции, находится в регионе О-де-Франс, департамент Па-де-Кале. Входит в состав округа Бетюн.

## История
До 2015 года в состав кантона входила часть коммуны  Брюэ-ла-Бюисьер.
В результате реформы 2015 года  состав кантона был изменен — в него вошли упраздненный кантон Уден и две коммуны упраздненного кантона Обиньи-ан-Артуа.

## Состав кантона с 22 марта 2015 года
В состав кантона входят коммуны (население по данным Национального института статистики за 2018 г.):
- Бажу (362 чел.)
- Бёжен (469 чел.)
- Брюэ-ла-Бюисьер (21 851 чел.)
- Гошен-ле-Галь (315 чел.)
- Кокур (341 чел.)
- Ла-Комте (915 чел.)
- Мениль-ле-Рюис (1 696 чел.)
- Ребрёв-Раншикур (1 078 чел.)
- Уден (7 178 чел.)
- Френикур-ле-Дольман (785 чел.)
- Эрмен (212 чел.)
- Эстре-Коши (368 чел.)

## Политика
На президентских выборах 2022 г. жители кантона отдали в 1-м туре Марин Ле Пен 48,0 % голосов против 20,4 % у Эмманюэля Макрона и 14,9 % у Жана-Люка Меланшона; во 2-м туре в кантоне победила Ле Пен, получившая 65,5 % голосов. (2017 год. 1 тур: Марин Ле Пен – 36,4 %, Жан-Люк Меланшон – 22,1 %, Эмманюэль Макрон – 16,3 %, Франсуа Фийон – 10,3 %; 2 тур: Ле Пен – 56,8 %. 2012 год. 1 тур: Франсуа Олланд — 32,4 %, Марин Ле Пен — 26,2 %, Николя Саркози — 18,0 %; 2 тур: Олланд — 62,8 %).
С 2021 года кантон в Совете департамента Па-де-Кале представляют мэр города Брюэ-ла-Бюисьер, бывший депутат Национального собрания Франции Людовик Пажо (Ludovic Pajot) и вице-мэр коммуны Кокур Мари-Лин Плувьес (Marie-Line Plouviez) (оба — Национальное объединение).
|                | Кандидаты                       | Партия                   | Первый тур | Первый тур     | Второй тур | Второй тур |
| Кол-во голосов | Кандидаты                       | Партия                   | % голосов  | Кол-во голосов | % голосов  |            |
| -------------- | ------------------------------- | ------------------------ | ---------- | -------------- | ---------- | ---------- |
|                | Людовик Пажо Мари-Лин Плувьес   | Национальное объединение | 5 105      | 55,17          | 5 554      | 60,02      |
|                | Дани Клере Изабель Леван-Рюкбуш | Разные левые             | 2 261      | 24,43          | 3 700      | 39,98      |
|                | Даниэль Деваль Лизет Сюдик      | Левый блок – Зелёные     | 1 364      | 14,74          |            |            |
|                | Фредерик Лезьё Паскаль Урьес    | Разные левые             | 524        | 5,66           |            |            |

|                | Кандидаты                          | Партия                      | Первый тур | Первый тур     | Второй тур | Второй тур |
| Кол-во голосов | Кандидаты                          | Партия                      | % голосов  | Кол-во голосов | % голосов  |            |
| -------------- | ---------------------------------- | --------------------------- | ---------- | -------------- | ---------- | ---------- |
|                | Бернар Кайо Изабель Леван          | Левый блок                  | 4 180      | 33,14          | 6 592      | 55,85      |
|                | Жереми Дегро Маривонн Клерж        | Национальный фронт          | 4 497      | 35,65          | 5 211      | 44,15      |
|                | Даниэль Деваль Анник Дюамель       | Коммунистическая партия     | 1 958      | 15,52          |            |            |
|                | Даниэль Мадажевски Эмманюэль Макле | Правый блок                 | 1 341      | 10,63          |            |            |
|                | Дамьен Вере Лизет Сюдик            | Европа Экология — «Зелёные» | 638        | 5,06           |            |            |

|  | Кандидат          | Партия                  | % голосов |
|  | ----------------- | ----------------------- | --------- |
|  | Бернар Кайо       | Социалистическая партия | 57,68     |
|  | Анник Дюамель     | Коммунистическая партия | 15,57     |
|  | Ален Ванвонтергем | Зеленые                 | 15,37     |
|  | Шанталь Божанек   | Национальный фронт      | 11,38     |